# Liste der Biografien/Sili
Liste der Biografien |
Portal Biografien |
Personensuche
# |
A |
B |
C |
D |
E |
F |
G |
H |
I |
J |
K |
L |
M |
N |
O |
P |
Q |
R |
S |
T |
U |
V |
W |
X |
Y |
Z |
?
 
Sa |
Sb |
Sc |
Sd |
Se |
Sf |
Sg |
Sh |
Si |
Sj |
Sk |
Sl |
Sm |
Sn |
So |
Sp |
Sq |
Sr |
Ss |
St |
Su |
Sv |
Sw |
Sy |
Sz
 
Sia |
Sib |
Sic |
Sid |
Sie |
Sif |
Sig |
Sih |
Sii |
Sij |
Sik |
Sil |
Sim |
Sin |
Sio |
Sip |
Siq |
Sir |
Sis |
Sit |
Siu |
Siv |
Siw |
Six |
Siy |
Siz
 
Sila |
Silb |
Silc |
Sild |
Sile |
Silf |
Silg |
Silh |
Sili |
Silj |
Silk |
Sill |
Silm |
Siln |
Silo |
Silp |
Sils |
Silt |
Silu |
Silv |
Silw |
Silz
Die Liste der Biografien führt alle Personen auf, die in der deutschsprachigen Wikipedia einen Artikel haben. Dieses ist eine Teilliste mit 32 Einträgen von Personen, deren Namen mit den Buchstaben „Sili“ beginnt.

## Sili

### Silic
- Šilić, Čedomil (1937–2010), jugoslawischer und bosnischer Botaniker
- Siliciano, Robert F., US-amerikanischer Immunologe und Virologe

### Silie
- Silies, Stefan (* 1976), deutscher Künstler

### Silig
- Siligardi, Luca (* 1988), italienischer Fußballspieler

### Silik
- Silikiotis, Neoklis (* 1959), zypriotischer Politiker
- Silikjan, Mowses (1862–1937), armenischer General der Kaiserlich Russischen Armee
- Siliksaar, Mart (* 1949), estnischer Badmintonspieler

### Silin
- Silin, Jegor Wiktorowitsch (* 1988), russischer Radrennfahrer
- Silin, Pawel Sergejewitsch (* 1992), russischer Naturbahnrodler
- Siliņa, Evika (* 1975), lettische PolitikerinEvika Siliņa (* 1975)

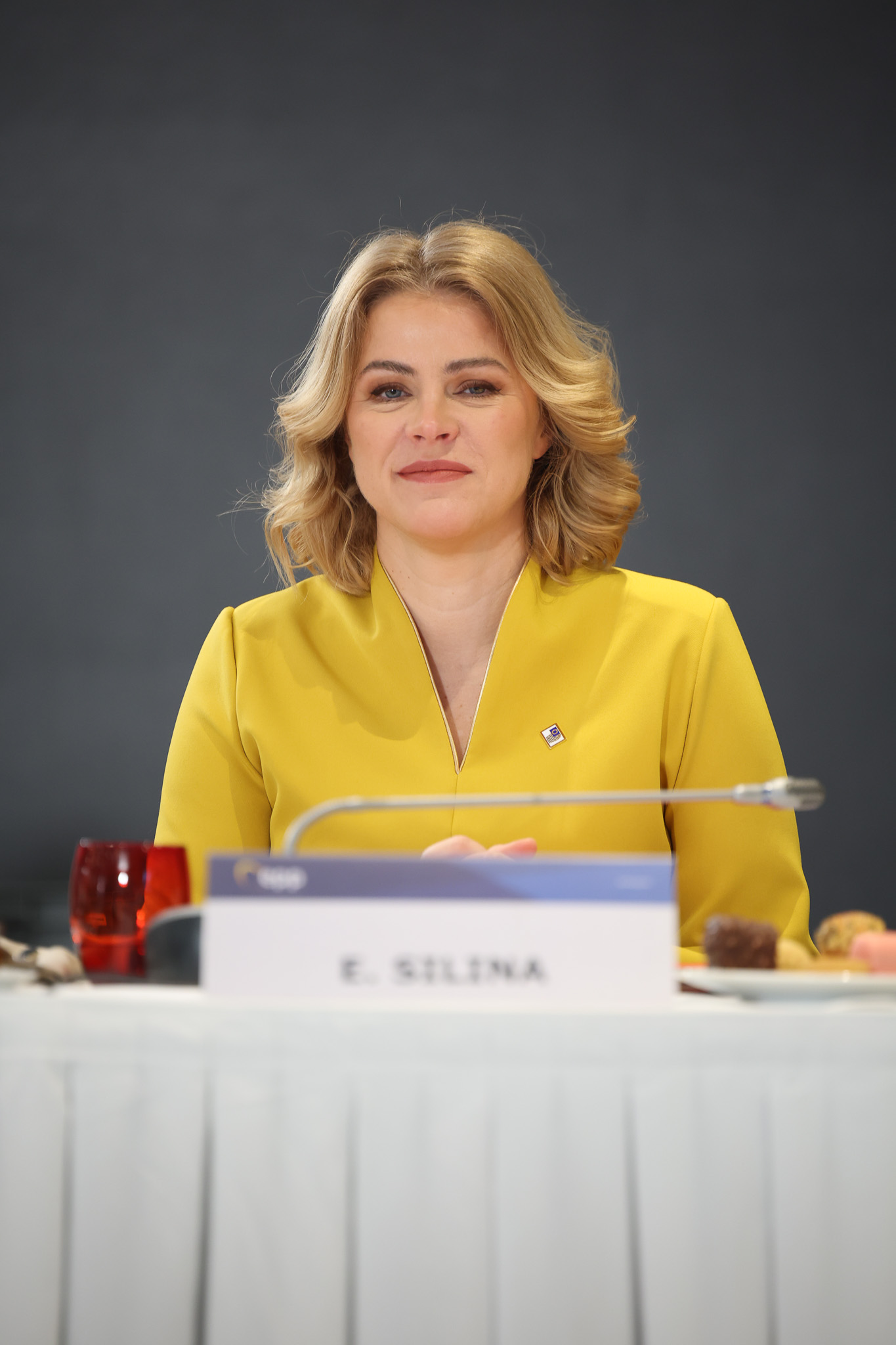
Evika Siliņa (* 1975)

- Silinga, dritte Ehefrau des Langobardenkönigs Wacho
- Šilingas, Stasys (1885–1962), litauischer Jurist und Politiker
- Siliņš, Ojārs (* 1993), lettischer Basketballspieler
- Šilinskas, Vytautas (* 1985), litauischer Jurist und Politiker

### Silio
- Silio, Antonio Fabián (* 1966), argentinischer Langstreckenläufer
- Siliotto, Carlo (* 1950), italienischer Komponist hauptsächlich von Filmmusik

### Silip
- Silipo, Carlo (* 1971), italienischer Wasserballspieler

### Silis
- Sīlis, Ivars (* 1940), lettisch-grönländischer Fotograf, Schriftsteller, Filmproduzent und Honorarkonsul
- Silis-Høegh, Bolatta (* 1981), grönländische bildende Künstlerin und Kinderbuchautorin
- Silis-Høegh, Inuk (* 1972), grönländischer Regisseur und Künstler

### Silit
- Silitsch, Alina Alexandrowna (* 1996), russische Tennisspielerin

### Siliu
- Silius Decianus, Lucius, römischer Suffektkonsul (94)
- Silius Italicus, römischer Politiker und lateinischer epischer Dichter
- Silius Messala, Marcus, römischer Suffektkonsul 193
- Silius Nerva, Publius, römischer Konsul 20 v. Chr.
- Silius, Gaius († 24), römischer Konsul 13 und Feldherr
- Silius, Gaius († 48), römischer Politiker, illegitimer Gatte der Messalina
- Silius, Publius, römischer Suffektkonsul 3 n. Chr.

### Siliv
- Silivaș, Daniela (* 1972), rumänische KunstturnerinDaniela Silivaș (* 1972)

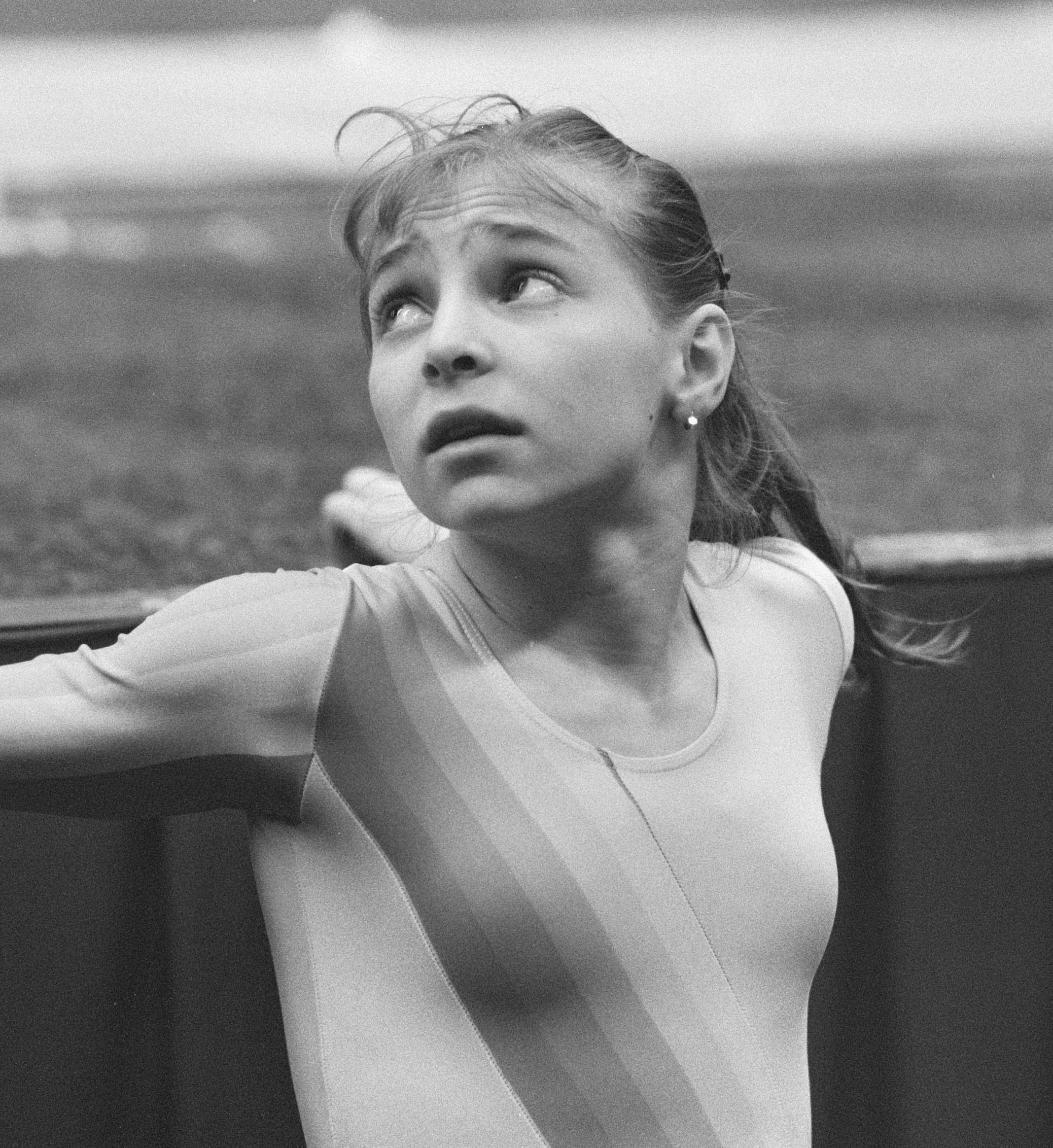
Daniela Silivaș (* 1972)

### Siliw
- Siliwanowitsch, Nikodim (1834–1919), belarussischer Maler

### Siliy
- Siliya, Dora (* 1970), sambische Politikerin

### Siliz
- Silizium (* 1991), deutscher Musiker